# L’ombre de Venceslao
L’ombre de Venceslao (deutsch: „Der Schatten Venceslaos“) ist eine Oper in zwei Akten von Martin Matalon (Musik) mit einem Libretto von Jorge Lavelli nach dem Theaterstück La sombra de Venceslao von Copi. Sie wurde am 12. Oktober 2016 in der Opéra de Rennes uraufgeführt.

## Handlung
Wie das zugrundeliegende Theaterstück spielt die Oper Mitte des 20. Jahrhunderts in Argentinien. Venceslao stammt ursprünglich aus Uruguay, ist aber bereits als Kind nach einem Milizen-Überfall, bei dem seine Mutter ums Leben kam, aus diesem Land geflohen. Nun lebt er im argentinischen Regenwald im Dorf Diamante in der Nähe des Flusses Paraná. Dort hat er gleich zwei Familien gegründet. Mit seiner Ehefrau Hortensia hat er die beiden Kinder Lucio und China, und mit seiner Geliebten Mechita den Sohn Rogelio. Mechita hat in dem älteren Kaufmann Largui noch einen weiteren Verehrer, der sie mit Heiratsanträgen bedrängt. Die Halbgeschwister Rogelio und China gehen eine inzestuöse Beziehung miteinander ein. Weitere wichtige Rollen spielen mehrere Tiere: Venceslaos treues Zugpferd Gueule de rat sowie ein Papagei, der mit seinen Sprüchen grundsätzlich auf Venceslaos Seite steht und sich häufig über Don Largui lustig macht. Im zweiten Akt nimmt Venceslao außerdem einen Affen zu sich.
Nach dem Tod Hortensias beschließt Venceslao, das Dorf zu verlassen und mit Mechita in den Norden zu ziehen. Largui folgt ihnen mit seinem Fahrrad. Sie lassen sich in der Nähe der Iguazú-Wasserfälle nieder. China und Rogelio ziehen nach Buenos Aires, wo ihre Beziehung durch den skrupellosen Coco Pellegrini auseinandergerissen wird. Rogelio kommt durch eine angebliche Schlaftablette Cocos ums Leben, die ihm China ins Dessert gibt. Sie und Coco geraten bei einem Staatsstreich ins Kreuzfeuer. Venceslao erhängt sich selbst. In der Schlussszene erscheint er Mechita noch einmal und versichert ihr, dass sie auf ewig bei ihm sein werde.

### Erster Akt
Don Venceslao und sein Sohn Rogelio bleiben auf der Heimfahrt mit ihrem Wagen durch den strömenden Regen im Schlamm stecken. Venceslao will zu Rogelios Mutter Mechita zurückzukehren, obwohl diese ihren Verehrer Largui erwartet. Rogelio erzählt seinem Vater von seiner Liebe zu seiner Halbschwester China.
Largui kommt mit dem Fahrrad zu der ihn freudig erwartenden Mechita. Da er unterwegs in eine Pfütze gefallen ist, hilft sie ihm dabei, seine Hose auszuziehen. Er macht ihr einen Heiratsantrag, den sie ausweichend beantwortet. Die beiden kommen sich näher, doch letztlich versagt Larguis Manneskraft. Mechitas Papagei kommentiert die ganze Szene mit neckischen Sprüchen. Als Venceslao und Rogelio eintreffen, kleidet sich Largui hektisch wieder an. Venceslao bittet zunächst Mechita um ihr Pferd. Sie schlägt stattdessen vor, dass er sich für die Heimfahrt Larguis Fahrrad ausleiht. Venceslao wird wütend darüber, dass man ihm zumuten will, durch den Regen zu fahren. Er jagt Largui hinaus.
Bei seiner nächsten Begegnung mit China behauptet Rogelio, dass er ein Wirklichkeit der Sohn Larguis und nicht Venceslaos sei. Sie seien also keine Geschwister und könnten heiraten.
Als Mechita ihm von dem Heiratsantrag Larguis erzählt, gerät Venceslao in Rage und vergewaltigt sie. Mechita stellt fest, dass sie wieder Gefühle für ihn hat.
Rogelio und China planen ihre Zukunft. Er ist froh, dass sich Largui dazu bereit erklärt hat, die Kosten für seine Advokatenausbildung zu übernehmen. Sie umarmen sich.
Rogelio besucht China. Sie sorgt sich um ihre Mutter Hortensia, die nach der Einnahme von Rattengift schwer erkrankt ist. Als sie den Arzt rufen wollen, stellen sie fest, dass Hortensia verstorben ist. Venceslao trauert um seine Frau, die er zwar nicht immer geliebt, doch stets respektiert hat.
China hört im Radio ihre Lieblingssängerin Tita Merello. Sie träumt davon, ihr eines Tages persönlich zu begegnen. Ihr Vater erscheint, verlangt ein Steak (das er nicht erhält) und unterhält sich mit ihr über ihre Heiratspläne mit Rogelio. Dieser kommt hinzu und verkündet, dass China in Paraná Tanzstunden nehmen wolle. Zur Überraschung seiner Kinder nimmt Venceslao in ihrer Gegenwart ein Bad. Anschließend erklärt er, dass er mit der Heirat einverstanden sei und selbst in den Norden reisen wolle. Nach seinem Abschied umarmen sich die beiden erleichtert.
Largui klagt bei Mechita über seine schlecht laufenden Geschäfte. Rogelio erscheint, um seiner Mutter von den Reiseplänen Venceslaos zu erzählen. Er ergänzt, dass Venceslao sie mitnehmen wolle. Zu Larguis Missvergnügen fängt Mechita sofort an, ihre Koffer zu packen und überlässt ihre Farm Rogelio.
Bei der nächsten regenzeitlichen Überschwemmung offenbart China Rogelio, dass sie schwanger ist. Sie beschließen, ihre Hochzeit vorzuziehen. Venceslao ist inzwischen bereit zur Abfahrt. Largui macht Mechita einen weiteren Heiratsantrag, doch diese lehnt mit dem Vorwand ab, dass er bei der Überschwemmung seinen gesamten Besitz verloren habe. Venceslao, Mechita packen im tosenden Sturm ihre Sachen auf den Wagen.  Rogelio schlägt Largui vor, sein Geschäft zu verkaufen und mit ihm und China zusammenzuziehen. Venceslao und Mechita verabschieden sich von den anderen und reisen ab.

### Zweiter Akt
Zu Weihnachten ist China hochschwanger. Rogelio überrascht sie mit seinem Advokatendiplom. Die beiden beschließen, nach der Geburt des Kindes nach Buenos Aires zu ziehen. Schon beginnen die Wehen, und Rogelio schickt Largui los, um eine Hebamme zu holen. Doch es ist bereits zu spät. Rogelio muss selbst bei der Geburt seines Sohnes helfen.
Largui sehnt sich nach Mechita sehnt. Inzwischen besitzt er fast gar kein Geld mehr. Er beschließt, ihr und Venceslao mit seinem Fahrrad zu folgen. Die beiden haben sich bei den Iguazú-Wasserfällen niedergelassen, wo Venceslao einen verwaisten Affen aufnimmt. Larguis Reise verläuft beschwerlich. Sein Fahrrad hat einen Platten, und das Essen ist ihm ausgegangen.
China und Rogelio packen ihre Sachen, um nach Buenos Aires zu ziehen. China bemerkt, dass ihr Sohn krank ist. Sie hat offenbar hat das Milchpulver mit Insektenvernichtungsmittel verwechselt.
Largui kämpft sich unter der brennenden Sonne durch der Wüste. Ein Huhn, das er aufgetrieben hat, muss er roh verschlingen. Außerdem muss er sich vor einem aggressiven Geier schützen. Am Iguazú bittet Venceslao unterdessen Mechita, Karten zu legen, weil er erfahren will, was in der Welt geschieht. Sie sieht darin den Tod und eine Reise. Largui trifft völlig erschöpft ein. Nach der Durchquerung des Wasserfalls ist nicht mehr viel von seinem Fahrrad übrig geblieben, und seine Brille hat der Geier zerbissen. Venceslao und Mechita kümmern sich um ihn.
Rogelio und China sind in Buenos Aires eingetroffen. Ihr kleines Kind ist jedoch verstorben. Rogelio versucht, China darüber zu trösten. Sie erfahren entsetzt aus der Zeitung vom Sturz Tamborinis. Dadurch ist Rogelios Karriere gefährdet.
Venceslao, Mechita und Largui besuchen die Wasserfälle. Dort bekennt Venceslao, dass er glaube, bald sterben zu müssen. Er bittet Mechita, ein Eichenkreuz bei den Fällen zu errichten. 
Rogelio teilt China mit, dass er eine Arbeitsstelle bei der staatlichen Telefongesellschaft gefunden habe. Sie will das mit einem Revuebesuch feiern.
Beim Pilzesammeln mit Mechita, Largui und dem Affen grübelt Venceslao über den Tod nach.
China und Rogelio besuchen gut gelaunt ein Konzert von Tita Merello.
Venceslao erzählt dem Papagei von seiner Kindheit in Uruguay, dem Tod seiner Mutter bei dem Milizen-Überfall und seiner Flucht nach Argentinien. Anschließend erhängt er sich selbst.
Nach der Vorführung gehen China und Rogelio in ein Restaurant. China ist leicht angetrunken. Sie beobachtet fasziniert einen Tangotänzer, der sie kurz darauf zum Tanz auffordert. Er stellt sich ihr als Gustavo Pellegrini vor und ergänzt, dass er Coco genannt werde und Filmregisseur sei. Er macht China Komplimente und überredet sie, Rogelio eine Schlaftablette ins Dessert zu mischen, um die Gelegenheit zu einem romantischen Abenteuer zu erhalten. Als Rogelio wenig später über Bauchschmerzen klagt, verlassen China und Coco eilig das Lokal. Rogelio stirbt alleine unter großen Schmerzen auf der Toilette des Restaurants.
China und Coco tanzen ausgelassen Samba, als die Nachricht von einem Staatsstreich eintrifft. Eine Schießerei bricht aus, in deren Verlauf die beiden ins Kreuzfeuer geraten und ums Leben kommen.
Der Geist Venceslaos erscheint Mechita und fragt nach ihrem und Larguis Wohlergehen. Der Affe ist inzwischen in den Urwald zurückgekehrt. Als Mechita Venceslao fragt, ob sie sich nach dem Tod wieder sehen können, versichert er ihr, dass sie auf ewig zusammen sein werden.

## Gestaltung
Die in Buenos Aires spielenden Szenen des Librettos enthalten einige historische Bezüge. Das Halbgeschwisterpaar China und Rogelio trifft während des Militärputschs von 1943 dort ein. Wenig später berichten die Zeitungen von den allgemeinen Wahlen von 1946. Die Kämpfe, denen China und Coco zum Opfer fallen, beziehen sich auf den Staatsstreich von 1955 gegen Juan Perón.
Matalon versah jede der drei Tierrollen mit einer eigenständigen Aufgabe. Der Papagei trägt Ironie und Humor ins Spiel, das Pferd fungiert als eine Art „Erweiterung“ des Protagonisten, und der Affe sorgt für Bewegung im szenischen Raum. Zentrales Element sind die Reisen der Charaktere. Die Handlung beginnt in einem Dorf im Regenwald mit extremen Wetterbedingungen und führt durch die Wüste bis zu den Wasserfällen von Iguazú oder in den Dschungel der Großstadt Buenos Aires.
Den 32 Szenen der Theatervorlage entsprechen ebenso viele Abschnitte der Oper. Matalon ergänzte noch ein instrumentales Vorspiel (eine Sturmmusik) und ein Zwischenspiel (für vier Solo-Bandoneons), so dass sich insgesamt 34 Miniaturen ergaben, die Matalon jeweils mit eigenem Charakter, Farbe, Instrumentation, Rhythmus, Dynamik und Spieldauer ausstattete, um dem Werk einen abwechslungsreiche dynamische Form zu geben. Die kurzen Szenen von zwischen 40 Sekunden und sieben Minuten Dauer sind durch diese Unterschiede komplementär miteinander verbunden. Dadurch erhält die Form Matalon zufolge einen Rahmen und eine Richtung: ein unwichtiges Detail eines Abschnitts wird zum Hauptelement des folgenden.
Die Vokalpartien wechseln zwischen normal gesungenen oder freien rhythmischen Passagen bis hin zum Sprechgesang und nutzen auch verschiedenste spielerisch-experimentelle Techniken. Der Komponist legte großen Wert auf variationsreiche Stimmkombinationen von der Arie über Duette, Terzette und Quartette bis hin zum Quintett. Auch eine reine Theaterszene ohne Musik ist enthalten.
Die Oper enthält einige musikalische Zitate wie klassische Tangos oder Milongas, die sich direkt auf die Handlung beziehen.

### Orchester
Das Orchester der Oper entspricht ungefähr dem der Mozart-Zeit. Hinzu kommen vier Solo-Bandoneons und Elektronik. Letztere fungiert zum einen als Erweiterung des Orchesters und dessen Resonanzkörper und liefert zum anderen „konkrete“ Klänge wie Stadtlärm, Naturgeräusche, Explosionen oder Schüsse. Zwei der Bandoneon-Spieler spielen im Orchester auch Akkordeon. Das Bandoneon-Quartett erscheint erstmals im Zwischenspiel vor dem zweiten Akt. Hier sitzen die Spieler auf der ansonsten leeren Bühne. Einen weiteren Auftritt haben sie am Ende der Oper. Im Abspann der Videoaufzeichnung aus Toulouse wurden die Spieler der folgenden Instrumente genannt:
- Holzbläser: zwei Flöten, Oboe, zwei Klarinetten, Fagott
- Blechbläser: vier Hörner, zwei Trompeten, Posaune
- zwei Akkordeons
- Schlagzeug (zwei Spieler)
- Klavier
- Streicher: acht Violinen 1, acht Violinen 2, sechs Bratschen, sechs Violoncelli, vier Kontrabässe
- Elektronik
- Bühnenmusik: vier Bandoneons (einschließlich der beiden Akkordeon-Spieler)

## Werkgeschichte
Das Libretto der Oper stammt von dem argentinischen Regisseur Jorge Lavelli. Es basiert auf dem 1977/1978 in spanischer Sprache geschriebenen Theaterstück La sombra de Venceslao von Copi, einem ebenfalls in Paris lebenden argentinischen Autor. Dieses war 1999 in einer Inszenierung Lavellis im Théâtre de la Tempête in Paris uraufgeführt worden. Die dabei genutzte französische Übersetzung stammte von Lavelli und Dominique Poulange.
Die Oper entstand als Koproduktion von neun französischen und zwei südamerikanischen Institutionen und Opernhäusern: dem Centre Français de Promotion Lyrique, der Opéra Grand Avignon, dem Centre lyrique Clermont-Auvergne, der Opéra de Marseille, der Opéra National de Montpellier, der Opéra de Reims, der Opéra de Rennes, der Opéra de Toulon Provence-Méditerranée, dem Théâtre du Capitole Toulouse, dem Teatro Municipal in Santiago de Chile und dem Teatro Colón in Buenos Aires. Außerdem waren Le Grame in Lyon, der Fernsehsender France 3 und der Radiosender France Musique beteiligt. Weitere Unterstützung kam vom Fonds der Création Lyrique de la SACD, der Orange-Stiftung, dem staatlichen Finanzinstitut Caisse des Dépôts sowie dem französischen Kulturministerium.
Die Sänger der fünf Gesangspartien wurden in einem offenen Wettbewerb von einer Kommission aus den Direktoren der Opernhäuser von Rennes, Toulon und Toulouse ausgewählt.
Bei der Uraufführung am 12. Oktober 2016 in der Opéra de Rennes sangen Thibaut Desplantes (Venceslao), Ziad Nehme (Rogelio), Estelle Poscio (China), Sarah Laulan (Mechita) und Mathieu Gardon (Largui). Weitere Mitwirkende waren der Tänzer Jorge Rodriguez (Coco Pellegrini, Tango im zweiten Akt), der Schauspieler Germain Nayl (Gueule de rat), der Pantomime Ismaël Ruggiero (Affe) und David Maisse als Stimme vom Band (Papagei). Das Orchestre Symphonique de Bretagne spielte unter der Leitung von Ernest Martinez Izquierdo. Die Inszenierung stammte vom Librettisten Lavelli, die Dekoration von Ricardo Sánchez Cuerda, die Kostüme von Francesco Zito und das Lichtdesign von Jean Lapeyre und Lavelli. Es gab in Rennes noch zwei weitere Vorstellungen am 14. und am 16. Oktober. Anschließend ging die Produktion auf Tournee durch die Theater der anderen an der Produktion beteiligten Städte. Die Internetplattform Culturebox stellte einen Videomitschnitt der Aufführung in Toulouse im Internet bereit.
Matalon wurde für L’ombre de Venceslao für den Preis der Victoires de la musique classique 2017 nominiert.